# Bergholtz
Bergholtz – miejscowość i gmina we Francji, w regionie Grand Est, w departamencie Górny Ren.
Według danych na rok 1990 gminę zamieszkiwało 920 osób, 217 os./km².